# Dwór w Brudzeniu Dużym
Dwór w Brudzeniu Dużym – dwór w stylu klasycystycznym, znajdujący się w Brudzeniu Dużym, zbudowany przez Stadnickich.
Ulokowany w gminie Brudzeń Duży, w powiecie płockim. Dwukondygnacyjny, niepodpiwniczony, o bryle zwartej dziewięcioosiowej, murowany, na cokole, z niewielkim podcieniem 4-kolumnowym na osi głównej, nakryty dachem dwuspadowym, z trójosiową wystawką na poddaszu z balkonem nad podcieniem wejściowym, o silnie podkreślonych osiach w obydwu kierunkach, z podjazdem o formie rampy od frontu. Otoczony parkiem.
W latach 1960. odremontowany dla potrzeb szkoły.
W otoczeniu zachowane:
- pozostałości parku,
- stodoła,
- wozownia,
- obora,
- spichlerz.